# Aristida sandinensis
Aristida sandinensis är en gräsart som beskrevs av Luis Catasús. Aristida sandinensis ingår i släktet Aristida och familjen gräs.
Artens utbredningsområde är Kuba. Inga underarter finns listade i Catalogue of Life.